# Ipswich (South Dakota)
Ipswich is een plaats (city) in de Amerikaanse staat South Dakota, en valt bestuurlijk gezien onder Edmunds County.

## Demografie
Bij de volkstelling in 2000 werd het aantal inwoners vastgesteld op 943.
In 2006 is het aantal inwoners door het United States Census Bureau geschat op 875, een daling van 68 (-7,2%).

## Geografie
Volgens het United States Census Bureau beslaat de plaats een oppervlakte van
3,4 km², geheel bestaande uit land. Ipswich ligt op ongeveer 468 m boven zeeniveau.

## Plaatsen in de nabije omgeving
De onderstaande figuur toont nabijgelegen plaatsen in een straal van 36 km rond Ipswich.